# Nowosielscy herbu Sas
Nowosielscy herbu Sas – polski ród szlachecki, który wziął swoje nazwisko od Nowosiółek na Rusi Czerwonej. 

## Historia
Nowosielscy, podobnie jak wiele innych rodzin szlacheckich (pieczętujących się herbem Sas), byli dość rozgałęzionym rodem, w związku z czym przedstawiciele jednej z linii używali dla odróżnienia przydomku: Czeczel.
Nowosielscy (znani od XVI wieku) należeli do średniozamożnej szlachty. Piotr Nowosielski z Województwem witebskim a Stanisław Nowosielski z Ziemią przemyską podpisali elekcję 1669 roku, tj. wybór Michała Korybuta Wiśniowieckiego na króla Polski. Zaś Aleksander, Bazyli, Eliasz, Stanisław i Stefan Nowosielscy z Województwem ruskim podpisali elekcję 1697 roku, tj. wybór Augusta II Mocnego na króla Polski. Ród podlegał procesowi pauperyzacji ze względu na duże rozrodzenie.
Po rozbiorach Rzeczypospolitej przedstawiciele tego rodu legitymowali się ze staropolskiego szlachectwa najliczniej w Galicji. Kilku wylegitymowało się jednak także w Królestwie Polskim oraz guberniach: wołyńskiej i podolskiej Cesarstwa Rosyjskiego.